# Samael
Segundo a etimologia, Samael significa Veneno (Sama) de Deus (El). Também é chamado de acusador, sedutor, ira de Deus e destruidor. Noutras crenças pode ser interceptado "estrela do absinto" ou então como o anjo do abismo, Anjo da morte, ira de Deus, não um demónio mas sim o Anjo (judaísmo) que desce para abrir o poço de Abadom (em hebraico: אֲבַדּוֹן, 'Ǎḇaddōn). 

## Tradições Judaicas

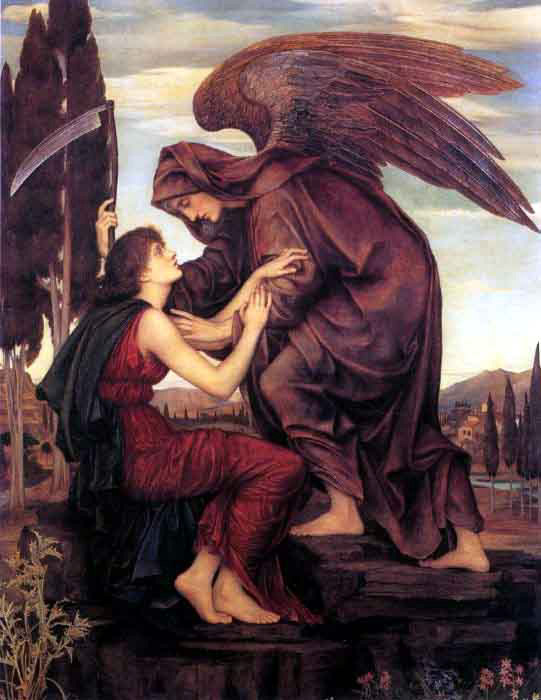
The Angel of Death I de Evelyn De Morgan

Na Cabala é um dos Anjos de Deus, os Anjos são formas dos Poderes Divinos. Tais poderes cósmicos podem ser polarizados tanto positiva quanto negativamente dentro do ser humano. 
A Polaridade negativa da energia cósmica de Samael simbolizada por um encarregado de fazer a ira de Deus. 
Nas tradições judaicas é identificado como o Anjo da Morte, também um dos regentes do mundo material e espiritual, seguido por milhões de anjos.
Também é considerado o anjo que lutou com Jacó (Genesis 32:24–31) e o anjo que sustentou o braço de Abraão no momento do sacrifício de Isaque (Gênesis 22:1–13). Segundo a cabala é descrito como a "ira de Deus" e é considerado o quinto arcanjo do mundo de Binah. Foi o anjo guardião de Esaú.
Segundo a Cabalá tradicional nenhum anjo é inimigo de Deus, não tem livre arbitrio sem ordem de Deus pois são uma de suas emanações. Anjo (judaísmo)
Então, são os anjos que fazem com que o desejo do Criador seja executado no mundo, pelo que assumem as mais diversas tarefas. Essa, sua finalidade, podendo haver anjos encarregados até de certos aspectos, como os anjos do nascimento e da morte.
Samael corresponde a Sefirot Geburah, significando "a severidade". Os Shedim associados a ele são descritos como monstros amarelos com corpo de cachorro e cabeças de demônio. Geburah também está associado ao racionalismo, ao intelectualismo, a justiça cega e ao oculto. Assim sendo, Samael se converte no justiceiro cego, no olho por olho-dente por dente, aquele que utilizando a lei não tem piedade. Por isso é considerado pelo leigo como inimigo.

## Tradições Cristãs Gnósticas
Nas tradições cristãs de origem gnóstica (veja Apócrifo de João) encontrado na Biblioteca de Nag Hammadi, Samael é o terceiro nome do demônio Demiurgo cujos outros nomes são: Yaldabaoth e Saclas. É neste contexto que o seu nome significa "deus-cego". É retratado por uma serpente com rosto de leão e é filho do Aeon Sophia contra o qual se rebela.
No livro intitulado Sobre a origem do mundo, que faz parte da mesma biblioteca, Samael também é chamado de Ariael ("como um leão").

## Tradições Cristãs Canônicas

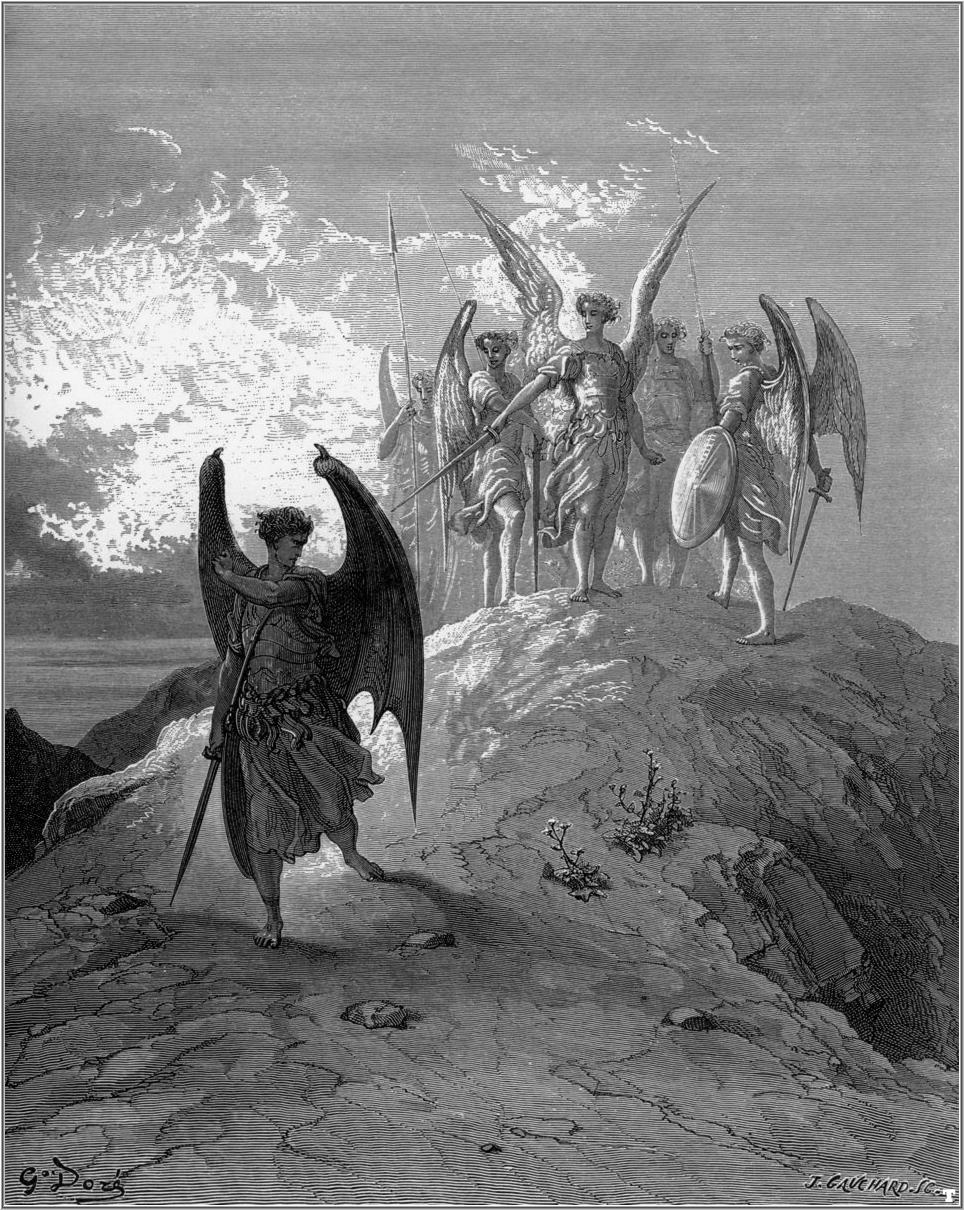
Gravura de Gustave Doré

Segundo as tradições cristãs canonicas, Samael era Lúcifer (Portador de Luz), o anjo que estava mais próximo de Deus. 
Ao querer usurpar o trono de Deus fazendo-se igual a Ele, reuniu um terço das milícias celestes e travou uma batalha com as hostes angélicas fiéis, sendo derrotado depois de uma dura batalha contra o arcanjo Miguel (cujo nome no original é Mikha'El e significa "Quem é como Deus?")  sendo precipitado no Hades (Inferno). 
Enquanto caía no Tártaro, Miguel e os anjos fiéis bradaram: Samael! Samael! Samael! Aludindo à queda daquele que desejava ser como Deus, mas havia se transformado em Satanás.
Porém, de acordo com as tradições judaicas e algumas cristãs, a passagem bíblica Isaías 14:12–14 se refere ao rei da Babilônia e não a um anjo, argumentando que no título do referido capítulo 14 é "O rei da Babilônia no mundo dos mortos".
No Livro de Jó encontra-se a afirmativa de que Satanás estava a rodear a Terra (Jó 2:2).